# COW COW (バンド)
COW COW(カウカウ)は、日本のロック・バンドおよびハウス・ユニット。

## メンバー
- YOSU-KO（1965年6月15日 - ） - ボーカル
当バンド解散後、一時期はソロ歌手として活動していたが、現在活動中のCOBRAは解散前も再結成後も一貫してボーカリストとして活動している。
- PON（1962年9月18日 - ） - ベース
元COBRA、現LAUGHIN' NOSE。

## 概要
- 1992年、COBRA解散後にYOSU-KOとPONの2人によって結成。当初は「KAMIKAZE」という名でシークレットイベントを行っていた。一方で、NAOKIとKI-YANはDOG FIGHTを結成した。
- 1993年に結成したお笑いコンビのCOWCOWの由来は当バンド名から採っている。しかし、当バンド側が待ったを掛け、お笑いコンビの方は別のコンビ名「横綱」で活動させることになった。なお、横綱はYOSU-KOの組んでいたCOBRAのメンバーであったLARRYがCOBRA脱退後に結成したGARLICBOYSの曲「YOKOZUNA」に由来する。1994年の解散時はお笑いコンビの方にユニット名を譲渡したという逸話がある[1]。
- 解散から20年後の2014年に、廃盤となっている全音源に未発表ライブ音源を加えた3枚組CDが発売された。

## ディスコグラフィー
すべてポニーキャニオンから発売。

### シングル
1. ヘイヘイファイファイ（1994年6月17日）

### アルバム
1. Cow's 1st.（1992年11月20日） - ミニアルバム
2. 2 INNOCENT（1993年7月21日）
3. ハッピー・エンディング（1993年11月3日） - ミニアルバム
4. JAPONEA LIMBO（1994年7月21日）